# 樂祚
樂祚（?—?），战国时期赵韩联军将领。
公元前362年（周显王七年、魏惠王八年、韩昭侯元年、赵成侯十三年），魏国公叔痤为将，率领巴宁、爨襄等人，在浍北与韩国、赵国交战，乐祚被魏国所擒。杨宽认为同年少梁之战，被秦国擒获的魏将公孙痤（太子痤），与公叔痤是两个人。